# Love Kills (пісня Роберто Беллароси)
«Love Kills» — пісня бельгійського співака Роберто Беллароси, з якою він представив Бельгію на пісенному конкурсі Євробачення 2013 у Мальме. Пісня була виконана 18 травня у фіналі, де, з результатом у 71 бал, посіла дванадцяте місце.